# Eddy Curry
Eddy Curry Jr. (Calumet City, Illinois, 5 de diciembre de 1982) es un exbaloncestista estadounidense que disputó 11 temporadas en la NBA. Con 2,11 metros de estatura, jugaba en la posición de pívot.

## Carrera

### Instituto
Curry se convirtió en uno de los mejores jugadores de la nación como sénior en el Instituto Thornwood en South Holland, Illinois. Curry lideró a su equipo a la segunda plaza en el IHSA State Playoffs de 2001 y al título estatal de la Class AA. En su año sénior fue nombrado “Mr. Basketball” de Illinois y en el McDonald’s All-American Game de 2001 se convirtió en el MVP del encuentro con 28 puntos.
Cuando tenía la intención de jugar en la Universidad DePaul, Curry decidió finalmente presentarse al Draft de la NBA.

### NBA

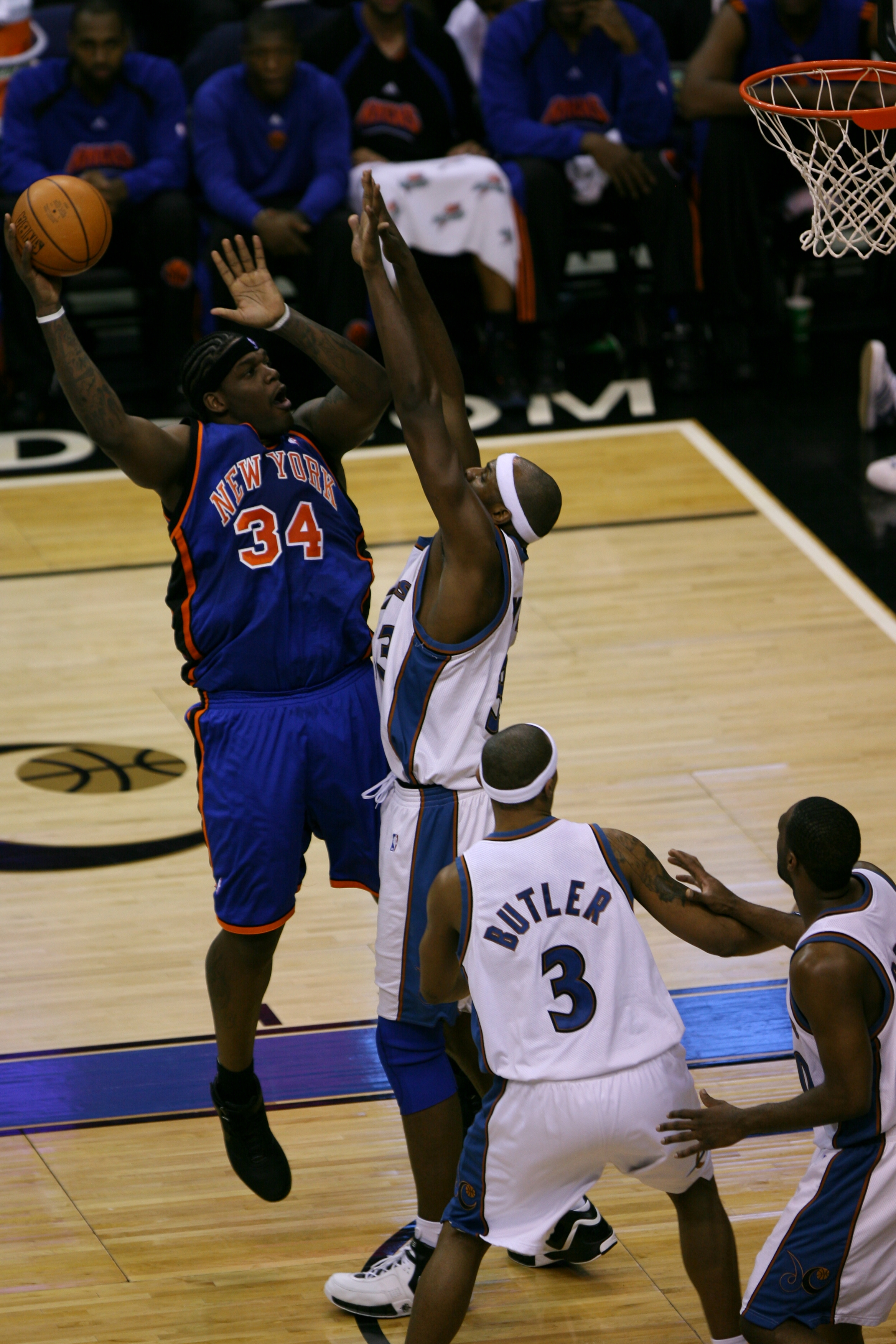
Curry con los Knicks en 2007.

Fue escogido por Chicago Bulls en la cuarta posición, por detrás, entre otros, de Pau Gasol. En su primera campaña en la liga contribuyó con pocos minutos, contando tan solo con 18 años. Promedió 6.7 puntos, 3.8 rebotes, 50.1% en tiros de campo y 16 minutos en 72 partidos, 31 de titular. En su segunda temporada, lideró la liga en porcentaje de tiros de campo (58.5%), convirtiéndose en el primer jugador de los Bulls en liderar una categoría estadística importante desde Michael Jordan (puntos por partido) en 1998. Sus promedios fueron de 10.5 puntos y 4.4 rebotes en 19.4 minutos de juego en 81 partidos. Las expectativas que se formaron tras la elección de Curry no se estaban cumpliendo, a pesar de tener un final de temporada muy fuerte.
En la campaña 2004-05, los Bulls se clasificaron a playoffs con un gran Curry, firmando 16.1 puntos y 5.4 rebotes en 63 partidos, siendo 60 de ellos como titular, y liderando al equipo en anotación. Debido a problemas cardiacos, se perdió los últimos trece partidos de la temporada regular y los playoffs. En la pretemporada de 2005, fue traspasado a New York Knicks. En New York cuajó la mejor campaña de su carrera (la 2006-07), promediando 19.5 puntos y 7 rebotes, aunque en las dos temporadas que lleva en la Gran Manzana, colectivamente el rendimiento ha sido pobre, contrariamente con el individual. El 7 de abril de 2007, Curry realizó su mejor partido en la NBA, anotando 43 puntos en la victoria ante Milwaukee Bucks y convirtiendo el triple que mandaba el encuentro a la prórroga. Curry tan solo ha intentado dos triples en toda su carrera en la liga, anotando ambos.
La incapacidad de Curry a la hora de defender y rebotear ha sacado de quicio a sus entrenadores Scott Skiles y Larry Brown. Cuando un periodista preguntó a Skiles que era lo que necesitaba Curry para convertirse en mejor reboteador, el entrenador simplemente respondió: "Saltar".
Tras 5 temporadas en Nueva York y varias lesiones, el 22 de febrero de 2011, Curry es mandado a Minnesota Timberwolves en un traspaso a tres bandas con Denver Nuggets y los Knicks. El 1 de marzo, sin llegar a disputar ningún encuentro con los Timberwolves es cortado.
La temporada siguiente, el 10 de diciembre de 2011, Curry firma un contrato de un año con Miami Heat. El 19 de enero de 2012 juega por primera vez desde 2009. 14 encuentros con los Heat esa temporada (1 de ellos de titular), que le hicieron poseedor del anillo de campeón al término de la temporada, a pesar de no disputar los playoffs, ya que Miami fue vencedor en las Finales de 2012 ante Oklahoma (4-1).
El 1 de octubre de 2012 los San Antonio Spurs anuncian su contratación junto con la del base Sherron Collins. Sin embargo, no formó parte de la plantilla para comenzar la temporada. Finalmente el 25 de octubre de 2012 es reclamando por los Dallas Mavericks con los que jugaría dos encuentros antes de ser cortado, en noviembre, para hacer hueco a Troy Murphy.

### China
El 6 de diciembre de 2012, Curry firma con los Zhejiang Golden Bulls de la Chinese Basketball Association (CBA). Disputó 29 partidos con los Golden Bulls, jugando su último encuentro en febrero de 2013.
Casi 5 años después, en 2018, Curry firma con los Zhuhai Wolf Warriors de la Liga de Baloncesto de la ASEAN para la temporada 2018-19. Siendo su último partido el 20 de enero de 2019.

## Estadísticas de su carrera en la NBA
|  | Líder de la liga                                        |
|  | Denota temporada en la que ganó el Campeonato de la NBA |

### Temporada regular
| Año     | Equipo   | PJ  | PT  | MPP  | %TC   | %3P   | %TL  | RPP | APP | ROB | TPP | PPP  |
| ------- | -------- | --- | --- | ---- | ----- | ----- | ---- | --- | --- | --- | --- | ---- |
| 2001-02 | Chicago  | 72  | 31  | 16.0 | .501  | .000  | .656 | 3.8 | .3  | .2  | .7  | 6.7  |
| 2002-03 | Chicago  | 81  | 48  | 19.4 | .585  | .000  | .624 | 4.4 | .5  | .2  | .8  | 10.5 |
| 2003-04 | Chicago  | 73  | 63  | 29.5 | .496  | 1.000 | .671 | 6.2 | .9  | .3  | 1.1 | 14.7 |
| 2004-05 | Chicago  | 63  | 60  | 28.7 | .538  | .000  | .720 | 5.4 | .6  | .3  | .9  | 16.1 |
| 2005-06 | New York | 72  | 69  | 25.9 | .563  | .000  | .632 | 6.0 | .3  | .4  | .8  | 13.6 |
| 2006-07 | New York | 81  | 81  | 35.2 | .576  | 1.000 | .615 | 7.0 | .8  | .4  | .5  | 19.5 |
| 2007-08 | New York | 59  | 58  | 25.9 | .546  | .000  | .623 | 4.7 | .5  | .2  | .5  | 13.2 |
| 2008-09 | New York | 3   | 0   | 4.0  | 1.000 | .000  | .333 | 1.3 | .0  | .0  | .0  | 1.7  |
| 2009-10 | New York | 7   | 0   | 8.9  | .381  | .000  | .588 | 1.9 | .0  | .0  | .1  | 3.7  |
| 2011-12 | Miami    | 14  | 1   | 5.9  | .462  | .000  | .750 | .9  | .1  | .0  | .1  | 2.1  |
| 2012-13 | Dallas   | 2   | 0   | 12.5 | .500  | .000  | .250 | 2.0 | .0  | .0  | .0  | 4.5  |
| Total   | Total    | 527 | 411 | 24.9 | .545  | 1.000 | .642 | 5.2 | .5  | .3  | .7  | 12.9 |

## Vida personal
De niño, sus padres se referían a él como “Little Eddy”. Curry está casado y tiene siete hijos, uno de un matrimonio anterior (Eddy III), y cuatro con su actual esposa Patrice Curry, que protagonizó el realityshow de VH1 Basketball Wives LA. Los otros dos hijos de Curry, Ava y Noah, estaban con su exnovia, Nova Henry, que fue asesinada en 2009 junto con Ava, de 10 meses de edad.

### Asesinato de hija y exnovia
La exnovia de Curry, Nova Henry, y su hija de diez meses, Ava Curry, fueron encontradas asesinadas en Chicago el 24 de enero de 2009. Una prueba de paternidad demostró que Ava era la hija de Curry y Henry. Su hijo de tres años, Noah, fue encontrado ileso en la escena del crimen. Tras la investigación, el 22 de febrero de 2009, dos cargos de asesinato en primer grado fueron presentados contra Frederick Goings, de 36 años; Goings había ejercido como abogado de Henry en un caso de custodia contra Curry que involucraba a Ava, y supuestamente estaba involucrado en una relación sentimental con Henry. Finalmente Goings fue condenado por todos los cargos, el 12 de febrero de 2013.